# Ричард Смоли
Ричард Ерет Смоли (6. јун 1943, Акрон, Охајо – 28. октобар 2005, Хјустон, Тексас) је био амерички хемичар, професор хемије, физике и астрономије на Универзитету Рајс. Године 1996, заједно са Робертом Керлом, такође професором хемије на Рајсу, и Харолдом Кротом, професором на Универзитету у Сасексу, добио је Нобелову награду за хемију за откриће новог облика угљеника, букминстерфулерена, такође познатог као бакиболс. Био је заговорник нанотехнологије и њене примене.

## Младост и образовање
Ричард Смоли, најмлађи од четворо браће и сестара, рођен је у Акрону, у Охају, 6. јуна 1943. у породици Френка Дадли Смолија, мл, и Естер Виргиније Роадс. Одрастао је у Канзас Ситију у Мисурију. Ричард Смоли дефинише свог оца, мајку и тетку као формативне утицаје у индустрији, науци и хемији. Његов отац, Френк Дадли Смоли, мл. радио је са механичком и електричном опремом и на крају је постао извршни директор трговинског часописа за пољопривредне алате под називом Implement and Tractor. Његова мајка, Естер Роадс Смоли, дипломирала је када је Ричард био тинејџер. Посебно ју је инспирисао математичар Норман Н. Ројал млађи, који је предавао Основе физичке науке, а своју љубав према науци пренела је сину кроз дуге разговоре и заједничке активности. Његова тетка по мајци, пионирка хемичарка Сара Џејн Роадс, заинтересовала је Смолија за област хемије, пустила га да ради у њеној лабораторији за органску хемију, и предложила му да похађа Хоуп колеџ, који је имао јак програм хемије.
Смоли је похађао Хоуп Колеџ две године пре него што се пребацио на Универзитет у Мичигену где је дипломирао 1965. године, обављајући додипломска истраживања у лабораторији Раула Копелмана. Између студија је радио и у индустрији, где је развио свој јединствени стил управљања. Докторирао је на Универзитету Принстон 1973. године након завршене докторске дисертације под насловом "Нижа електронска стања 1,3,5 (сим)-триазина", под надзором Елиота Р. Бернштајна. Радио је на постдокторским студијама на Универзитету у Чикагу од 1973. до 1976. године, са Доналдом Левијем и Ленардом Вортоном, где је био пионир у развоју ласерске спектроскопије суперсоничног снопа.

## Каријера
1976. Смоли се придружио Универзитету Рајс. Године 1982. именован је на катедру за хемију Џин и Нормана Хакермана у Рајсу. Помогао је у оснивању Рајс Квантум Института 1979. године, обављајући функцију председника од 1986. до 1996. године. Године 1990. постао је и професор на катедри за физику. Године 1990. помогао је у оснивању Центра за наноразмерну науку и технологију. Године 1996. именован је за његовог директора.
Постао је члан Националне академије наука 1990. године, а Америчке академије наука и уметности 1991.

### Фулерени
Смолијево истраживање у физичкој хемији обухватало је формирање неорганских и полупроводничких кластера коришћењем импулсних молекуларних зрака и масене спектрометрије. Као последица ове експертизе, Роберт Керл га је упознао са Харијем Кротом како би истражили питање о састојцима космичке прашине. То су зрна богата угљеником, која су избациле старе звезде као што је Северна круна (сазвежђе) (R Coronae Borealis). Резултат ове сарадње било је откриће С60 (познатог као Бакиболс) и фулерена као трећег алотропног облика угљеника.
Смоли је препознао да је структура С60 попут фудбалске лопте након сечења и везивања шестоуглова заједно на тродимензионални начин, користећи 20 шестоуглова и 12 пентагона. Он је такође био одговоран за име С60, дајући му име по Бакминстеру Фулеру, америчком архитекти који је био познат по томе што је користио геодетске куполе у својим пројектима.
Истраживање које је Кротоу, Смолију и Керлу донело Нобелову награду углавном се састојало од три чланка. Први је откриће С60 у издању часописа Nature од 14. новембра 1985. „С60: Бакминстерфулерен“. У другом чланку је детаљно описано откриће ендоедарских фулерена у „Лантанским комплексима сфероидних угљеничних шкољки“ у часопису Америчког хемијског друштва (1985). Трећи је најавио откриће фулерена у: "Реактивност великих угљеничних кластера: сфероидне угљеничне шкољке и њихова могућа важност за формирање и морфологију чађи" у Journal of Physical Chemistry (1986).
Само три особе се могу цитирати за Нобелову награду, али и дипломирани студенти Џејмс Р. Хит, Јуан Лиу и Шон О'Брајен су учествовали у раду. Смоли је поменуо Хита и О'Брајена у свом Нобеловом обраћању. Хит је постао професор на Калифорнијском институту за технологију, а О'Брајен се придружио компанији Тексас Инструментс и сада је у MEMtronics-у. Јуан Лиу је виши научник у Националној лабораторији Оук Риџ.

### Нанотехнологија
Након скоро деценију вредног истраживања о формирању алтернативних једињења фулерена (нпр. С28, С70), као и синтезе ендоедарских металофулерена (М@С60), извештаји о идентификацији структура угљеничних наноцеви навели су Смолија да почне да истражује њихову синтезу уз катализатор гвожђе.
Након овог истраживања, Смоли је успео да убеди администрацију Универзитета Рајс да створи Рајсов центар за наноразмерну науку и технологију са фокусом на било који аспект молекуларне нанотехнологије. Преименован је у Институт Ричард Е. Смоли за наноразмерну науку и технологију након Смолијеве смрти 2005. године, и спојио се са Рајс Квантум Институтом, постајући Смоли-Керл Институт 2015. године.
Смолијево најновије истраживање било је фокусирано на угљеничне наноцеви, посебно фокусирајући се на истраживања хемијске синтезе наноцеви. 
Смоли и његова лабораторија су радили само у овој области студија и ништа друго око 10 година, све до краја његовог живота. Његова истраживачка лабораторија је поносно носила слоган „Ако нису цеви, ми то не радимо“. 

## Занимање за проблеме човечанства
Почевши од касних 1990-их, Смоли се залагао за потребу за јефтином, чистом енергијом, коју је описао као проблем број један са којим се човечанство суочава у 21. веку. Он је истакао потребу да се развије нови извор енергије способан да повећа „наш излаз енергије за минимални фактор два, што је генерално договорени број, свакако до средине века, али пожељно много пре тога“.
Он је такође представио листу под називом „Десет највећих проблема човечанства за наредних 50 година“. Може бити занимљиво упоредити његову листу, по редоследу приоритета, са десет претњи које је формулисао Високи панел УН-а за претње 2004. године. Смолијева листа, по приоритету, била је:
1. Енергија
2. Вода
3. Храна
4. Животна средина
5. Сиромаштво
6. Тероризам и рат
7. Болест
8. Образовање
9. Демократија
10. Становништво[22]

Смоли је сматрао да су неколико проблема међусобно повезани: недостатак људи који улазе у области науке и инжењеринга, потреба за алтернативом фосилним горивима и потреба за решавањем глобалног загревања. Сматрао је да је побољшано научно образовање од суштинског значаја и настојао је да подстакне младе студенте да размисле о каријери у науци. Његов слоган за овај напор био је „Буди научник, спаси свет“.
Смоли је био водећи заговорник Националне иницијативе за нанотехнологију 2003. Патећи од губитка косе и слабости као последицама хемотерапијских третмана, Смоли је сведочио пред конгресним сведочењима, наглашавајући потенцијалне предности нанотехнологије у развоју циљаних терапија за рак. Предлог закона 189, Закон о истраживању и развоју нанотехнологије 21. века, представљен је у Сенату 16. јануара 2003. од стране сенатора Рона Вајдена, прошао је Сенат 18. новембра 2003. и у Представничком дому следећег дана са 405 за и 19 гласова против. Председник Џорџ В. Буш је потписао закон 3. децембра 2003. године под називом Јавни закон 108-153. Смоли је позван да присуствује.

## Лични живот
Смоли је био ожењен четири пута, за Јудит Грејс Сампиери (1968–1978), Мери Л. Чапиески (1980–1994), ЏоНел М. Шаувин (1997–1998) и Дебором Шефилд (2005), и имао је два сина, Чада Ричарда  (рођен 6. јуна 1969) и Престона Рида (рођен 8.8.1997.).
Године 1999. Смолију је дијагностикован рак. Умро је од леукемије, на различите начине описане као не-Хоџкинов лимфом и хронична лимфоцитна леукемија, 28. октобра 2005. у Центру за рак М.Д. Андерсон у Хјустону, Тексас, са 62 године.
Након Смолијеве смрти, амерички Сенат је донео резолуцију да ода му почаст, наводећи га као „оца нанотехнологије“.

## Публикације
- Smalley, R.E. "Supersonic bare metal cluster beams. Final report", Rice University, United States Department of Energy—Office of Energy Research, (October 14, 1997).
- Smalley, R.E. "Supersonic Bare Metal Cluster Beams. Technical Progress Report, March 16, 1984 – April 1, 1985", Rice University, United States Department of Energy—Office of Basic Energy Sciences, (January 1, 1985).

## Почасти
- Члан Харолд В. Додс, Принстон Универзитет, 1973,
- Члан Алфред П. Слоан, 1978–1980,
- Члан Америчког физичког друштва, 1987,
- Члан Америчког удружења за унапређење науке, 2003.

### Награде
- Ирвинг Лангмјур награда за хемијску физику, Америчко физичко друштво, 1991.
- Велика награда часописа Популарне науке за науку и технологију, 1991.
- Међународна награда АПС за нове материјале, 1992 (заједно са Керлом и Кротом)
- Меморијална награда Ернеста О. Лоренса, Министарство енергетике САД, 1992.
- Велчова награда за хемију, Фондација Роберт А. Велч, 1992.
- Аубурн-Г. М. Косолапоф награда, Аубурн Секција, Америчко хемијско друштво, 1992.
- Југозападна регионална награда, Америчко хемијско друштво, 1992.
- Медаља Вилијам Х. Николс, Њујорк секција, Америчко хемијско друштво, 1993.
- Награда Џон Скот, Град Филаделфија, 1993.
- Hewlett-Packard Еврофизичка награда, Европско физичко друштво, 1994 (са Волфгангом Крачмером, Доном Хафманом и Харолдом Кротом)
- Награда Харисон Хоув, Рочестерска секција, Америчко хемијско друштво, 1994.
- Награда Медисон Маршал, Секција Северне Алабаме, Америчко хемијско друштво, 1995.
- Франклинова медаља, Институт Франклин, 1996.[7]
- Нобелова награда за хемију, Краљевска шведска академија наука, 1996.
- Награда за истакнуте цивилне јавне службе, Одељење морнарице, 1997.
- Медаља Америчког друштва за угљеник, 1997.
- 75 најистакнутијих сарадника, Chemical & Engineering News, 1998.
- Награда за животно дело, Small Times Magazine, 2003.
- Медаља Глен Т. Сиборг, Универзитет Калифорније у Лос Анђелесу, 2002.
- Награда за истакнуте алумнисте, Хоуп колеџ, 2005.
- 50. јубиларна визионарска награда, Међународно друштво за оптичко инжењерство, 2005.
- Национална историјска хемијска знаменитост, Америчко хемијско друштво, 2010.[32]
- Цитирање за награду за хемијски продор, Одсек за историју хемије, Америчко хемијско друштво, 2015. [33] [34]